# 出使大臣行辕
出使大臣行辕，是清代出使各国大臣、公使或特派代表团由上海出发前所驻留的官方府邸，原址位于今上海市闸北区北苏州路470号。行辕始建于1879年，同时建造天后宫一座，1884年，出使行辕与天后宫全部落成，总计面积十一亩九分三厘（约合8000平米）。1912年，出使行辕解散，其场所于三年后，由上海市总商会接管使用，即为上海总商会旧址。

## 历史

### 兴建
1840年代以后，中国与西方世界交流逐渐增多，中国官员也开始走出国门。上海作为最大、最早开埠的通商口岸，同时也是中西交流的前沿，成为官员出国的首选。由于当时的观念和法律，官员驻留上海期间一般不能居住于租界内，包括酒店等处。但是上海南市的城内，房屋多狭小拥挤，也无法成为官员居所。当时出使官员一般居住于会馆，但是这对外出官员和负责接待的上海地方衙署造成极大的不便。
至1879年，奉命出使俄国的左都御史崇厚奏请“于上海地方重建天后宫，并建出使大臣公所”，希望在上海设立接待机构以招待往来各国的清朝官员。经总理衙门与两江总督的批准，开始兴建出使大臣行辕。早在三年前，清廷购回吴淞铁路并拆毁，同时苏松太道冯焌将原准备作为吴淞铁路办公机构的土地一并买回作为官地，新建的出使行辕便选址于此。当时出访各国均取道海路。天后，作为中国主管出海平安的神明，因此在兴建出使大臣行辕的时候，高规格重建了上海天后宫，并迁入出使行辕旁的官地，成为罕见的官营宗教场所。1884年，出使大臣行辕与天后宫一并建成。1896年，李鸿章出使欧美诸国以及之后的五大臣出洋，其出发前均驻留出使行辕，并于天后宫上香祈求平安。

### 租界中的飞地
1899年，公共租界再度扩张，出使行辕与天后宫一并划入租界范围。不过在租界扩界之前，中国政府与各国公使团签订过协议，文中注明出使行辕与天后宫仍旧为中国政府官地，并不受公共租界司法行政的管理，是为租界内的一块飞地。其特殊性与香港的九龙城寨基本相同。
由于出使行辕的特殊性，因此在租界发动的游行和集会，事先通常先在出使行辕集中，再进入租界。革命党和1925年五卅运动的游行队伍都是利用这一特殊情况展开活动。

### 结局
中华民国成立后，出使行辕作为前清的官办机构，自行解散，其土地和房产由民国政府农商部接管。1915年，由农商部批准，原出使行辕房产土地均由上海市总商会接管使用。上海市总商会除天后宫外，对出使行辕进行较大规模的改动，出使行辕的原貌不复存在。